# 畢業有蜥望
《畢業有蜥望》是一部2023年的美國电脑动画音樂喜劇電影，由羅伯特·瑪利安內蒂、羅伯特·斯密格爾和大衛·華欽海姆聯合執導，編劇包括史密格爾、亞當·山德勒和保羅·薩多，並由桑德勒和米雷耶·索里亞擔任製作人。這是桑德勒製片公司快乐麦迪逊的第二部動畫長片，由桑德勒擔任主要配音，其他主演陣容包括威廉·弗雷戴歷·伯爾、希絲莉·史壯、傑森·亞歷山大、莎蒂·山德勒、珊妮·山德勒、勞勃·許奈德、喬·科伊、艾利森·史壯等演員，該電影講述了一隻渴望回歸野外並擔憂死亡的喙頭蜥，根據一名嚴格的代課老師分派下，被不同的學生帶回家的冒險故事。
《畢業有蜥望》於2023年11月21日由Netflix上架，並受到普遍好評。本片入圍第96屆奧斯卡金像獎最佳動畫片角逐名單。

## 劇情
一隻高齡74歲的厭世蜥蜴李奧納多與他的烏龜朋友傑尼龜居住在佛羅里達州某間學校教室的飼養箱裡，一住就是幾十年。某天，李奧納多赫然得知自己將不久於世，只剩一年可活，本想計畫脫逃去體驗外面的世界，不料班上那群焦慮的小朋友有諸多煩惱，外加一位超兇的代課老師使他實在走不開。最後，他的「死前願望清單」儘管不如原先所想，卻最令人心滿意足。

## 配音
- 亞當·山德勒 飾 李奧納多 (Leo)：一隻74歲的喙頭蜥。
- 威廉·弗雷戴歷·伯爾 飾 傑尼龜 (Squirtle)：一隻烏龜，是李奧納多的朋友，該角色以《精靈寶可夢系列》登場的角色杰尼龟命名。
- 希絲莉·史壯飾 馬爾金小姐（Mrs. Malkin）：邁爾斯堡小學嚴格的五年級代課老師。
- 傑森·亞歷山大 飾 傑達的父親：一名受歡迎的皮膚科醫生。
- 勞勃·許奈德 飾 邁爾斯堡小學校長。
- 艾利森·史壯（英语：Allison Strong） 飾 薩利納斯小姐（Mrs. Salinas）：邁爾斯堡小學的五年級老師，正在休產假。
- 喬·科伊（英语：Jo Koy） 飾 小村教練（Coach Komura）：邁爾斯堡小學的體育老師，深受馬爾金小姐的喜愛。
- 薩迪·桑德勒 飾傑達 (Jayda)：邁爾斯堡小學一位富有且愛挑剔的學生。
- 桑尼·桑德勒 飾 薩默（Summer）：一位健談的邁爾斯堡小學學生。
- 庫爾特·伊巴內斯 飾 贊恩（Zane）：邁爾斯堡小學的學生。
- 布萊恩特·塔迪和科里·J 飾演科爾（Cole）：邁爾斯堡小學的學生。塔迪提供科爾的低音，而科里·J則提供了科爾的高音。
- 伊森史密格爾 飾 安東尼（Anthony）：一個受阻的班級惡霸。
- 蒂尼亞·薩夫科 飾 懷特（Skyler）：邁爾斯堡小學的學生，也是傑達朋友圈的一員。
- 格洛麗亞·曼寧 飾 洛根（Logan）：邁爾斯堡小學的學生，也是傑達朋友圈的一員。
- 卡森·明尼爾 飾 科爾（Cole）：邁爾斯堡小學的學生。
- 羅伊·斯密格爾 分飾 一個經常受到過度保護的父母庇護的男孩伊萊（Eli）及弁吉（Benji）
- 里斯·洛雷斯 飾 米婭 (Mia)：邁爾斯堡小學的一名學生，也是一名科學奇才，父母最近離婚。
- 本傑明·博塔尼 飾 卡比爾（Kabir）：邁爾斯堡小學的學生。
- 阿爾丹·利亞姆·菲利普森 飾 TJ：邁爾斯堡小學的學生。
- 傑姬·桑德勒 飾 傑達的母親。
- 海蒂·加德納 飾 伊萊的母親。
- 羅伯特·斯密格爾（英语：Robert Smigel） 分飾 一個在傑達的派對上放生的迷你馬、及一架代表伊萊父母跟蹤他的無人機、兩名老蜥蜴。
- 尼克·斯旺森 飾 二年級教室裡的一隻兔子肉桂（Cinnabun），每年都會不斷地重新命名。
- 莉萊娜蒂·喬伊 分飾兩個倉鼠及精選歌聲。
- 以利亞·金 飾 特色主唱
- 史蒂芬妮·許 飾演 斯凱勒的媽媽
- 尼古拉斯·特托羅（英语：Nicholas_Turturro） 飾 安東尼的父親

## 製作
在2016年5月，有報導指出亞當·桑德勒將製作一部由快乐麦迪逊擔任製片公司、自己擔任編劇和主演的一部動畫電影。該項目當時與胜图娱乐合作。2023年，片名《畢業有蜥望》宣布由Netflix動畫的Animal Logic負責動畫製作。電影配樂由傑夫·澤內利擔任作曲。

## 發行
《畢業有蜥望》在2023年6月14日的安錫國際動畫影展上進行了預展，隨後於同年11月21日由Netflix正式上映。

## 評價
在評論匯總網站爛番茄上，60位影評人中有82%的評論為正面，平均評分為6.5/10。網站的共識評論表示：「流暢的動畫、動聽的歌曲，以及由亞當·桑德勒領銜的卡司所呈現的出色配音工作，都幫助《畢業有蜥望》在諷刺和甜蜜之間取得了一種不安的平衡。」使用加權平均值的Metacritic根據15位影評人的評論，給予電影65分（滿分100分），表示「普遍好評」。

## 外部連結
- 在Netflix上觀看《畢業有蜥望》
- 互联网电影数据库（IMDb）上《畢業有蜥望》的资料（英文）